# Carl Zuckmayer
Œuvres principales
Carl Zuckmayer, né le 27 décembre 1896 à Nackenheim dans le grand-duché de Hesse et mort le 18 janvier 1977 à Viège en Suisse, est un écrivain et dramaturge allemand.

## Biographie

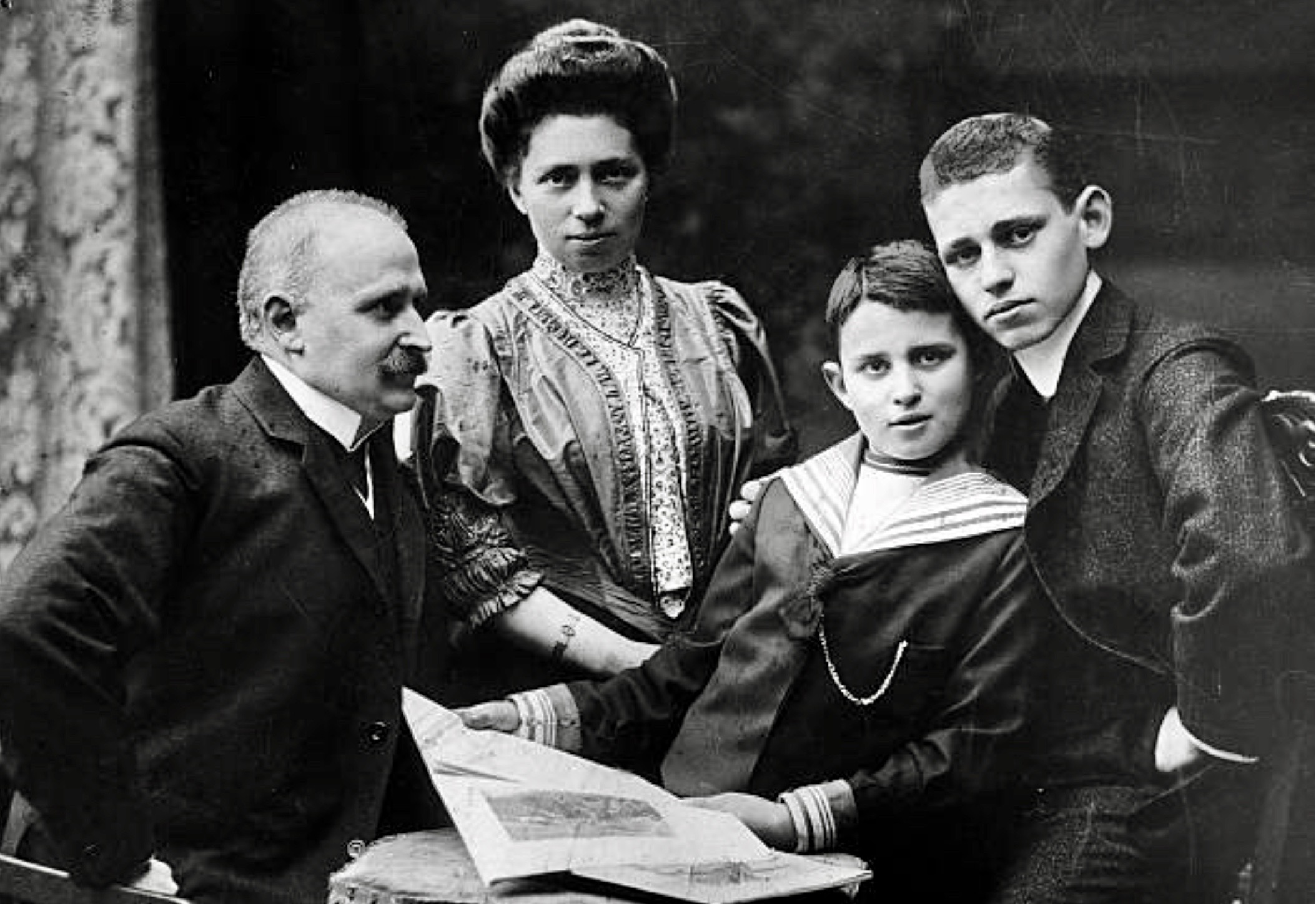
La famille Zuckmayer en 1906

En 1952, Carl Zuckmayer reçoit le prestigieux prix Goethe.

## Œuvres (sélection)
- 1925 : Der fröhliche Weinberg (Le Joyeux Vignoble), Volksstück
- 1927 : Schinderhannes, (Jean Buckler, dit Schinderhannes, chef d'une bande de chauffeurs)
- 1929 : Katharina Knie, adaptée au cinéma en 1929 dans le film Danseuse de corde
- 1930 : Scénario du film  L'Ange bleu (Der blaue Engel) d'après Professor Unrat de Heinrich Mann, De Mayerling à Sarajevo
- 1931 : Der Hauptmann von Köpenick (Capitaine de Köpenick),
- 1945 : Des Teufels General (de) (Le Général du diable), drame
- 1949 : Fastnachtsbeichte (Meurtre au carnaval)
- 1966 : Als wär's ein Stück von mir ( Comme si c'était une part de moi), autobiographie

## Filmographie partielle

### Comme scénariste
- 1930 : L'Ange bleu (Der blaue Engel) de Josef von Sternberg
- 1954 : Une histoire d'amour de Rudolf Jugert

## Récompenses et distinctions
- 1925 : Prix Kleist
- 1927 : Prix Georg-Büchner
- 1952 : Prix Goethe de la ville de Francfort-sur-le-Main
- 1957 : Docteur honoris causa de l'université de Bonn
- 1960 : Grand prix d'État autrichien de littérature
- 1967 : Citoyen d'honneur de l'université de Heidelberg et élection dans l'ordre « Pour le Mérite » pour la science et l'art
- 1972 : Prix Heinrich-Heine de la ville de Düsseldorf